# Данцизька марка
Данцизька паперова марка (нім. Danzigmark) — грошова одиниця місцевого органу самоурядування міста Данцига, а з 1920 року Вільного міста Данцига. Була введена в обіг в 1914 році в часи нестачі грошей завдяки гіперінфляції під час та після Першої світової війни. Формально дорівнювала 100 пфеннігам і перебувала в обігу разом з німецькою паперовою маркою. у 1923 році данцизьку паперову марку змінив Данцизький гульден.

## Випуски данцизької марки
Випуск данцизьких паперових марок відбувався з 1914 по 1923 рік. Під час Першої світової війни перші випуски купюр йшли від органів місцевого самоурядування (1914, 1916, 1918 років перший і другий випуск, та випуск 1919 року.) Номінали були від 10 пфенігів до 20 марок. Муніципальний сенат Вільного міста Данцига пустив в обіг ще чотири випуски банкнот після Першої світової війни: 31 жовтня 1922 року — перший випуск. Номінали: 100, 500 і 1000 марок. Другий випуск банкнот відбувся 15 та 20 березня 1923 року. Номінали: 1000, 10000 та 50000 марок. На третьому випуску банкнот, зразка 1923 року, використовувалися 50.000 марок попереднього зразка. Ці купюри були інакшого кольору, а також на них були відтиснені червона та зелена печатки, які позначали на купюрах нові номінали. 8 серпня 1923 року з'явилася купюра із червоною печаткою — номінал 10 мільйонів марок. 15 жовтня з'явилася купюра із зеленою печаткою — номінал 50 млн марок. Останній, четвертий випуск, йшов інфляційний. 8 серпня 1923 року — купюра номіналом в 1 млн марок; 31 серпня — 19 млн марок; 22 вересня — 100 мільйонів марок; 26 вересня — 500 млн марок; 11 жовтня — 5 та 10 мільярдів марок. 22 жовтня 1923 року Центральний Департамент фінансів м. Данцига оприлюдненив указ про заміну данцизької марки на нову валюту — гульден.

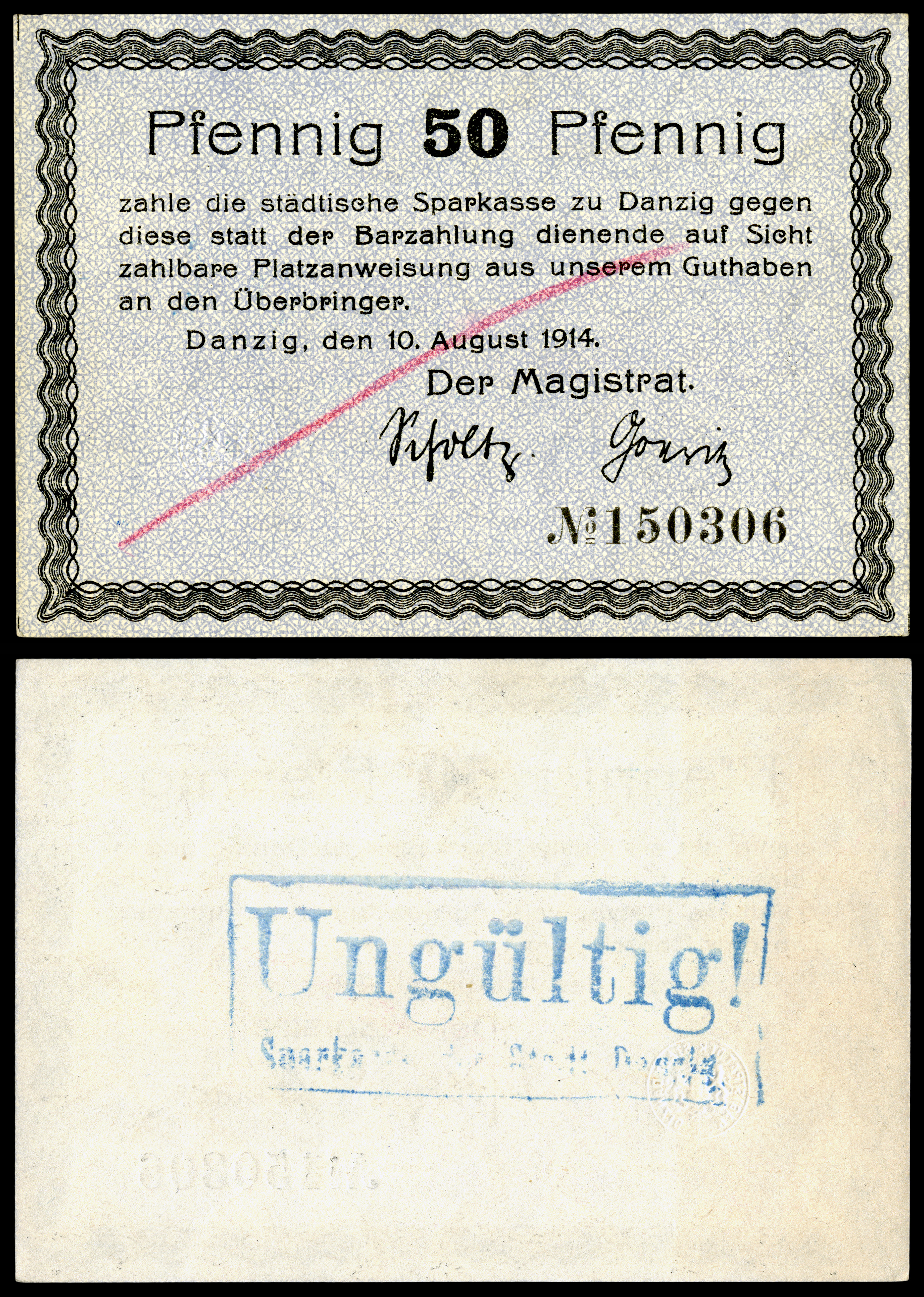
50 пфеннігів, 1914 року
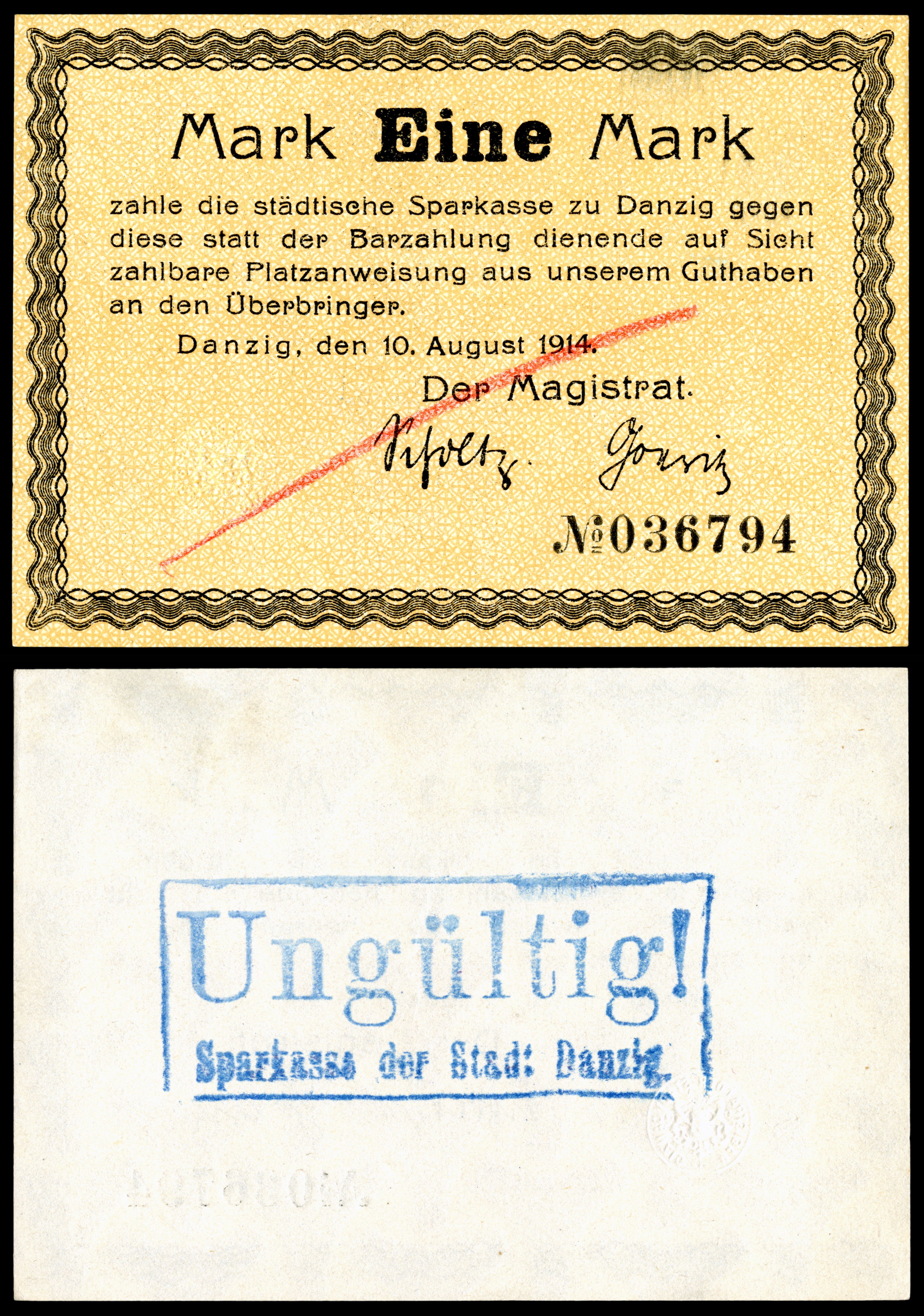
1 марка, 1914 року
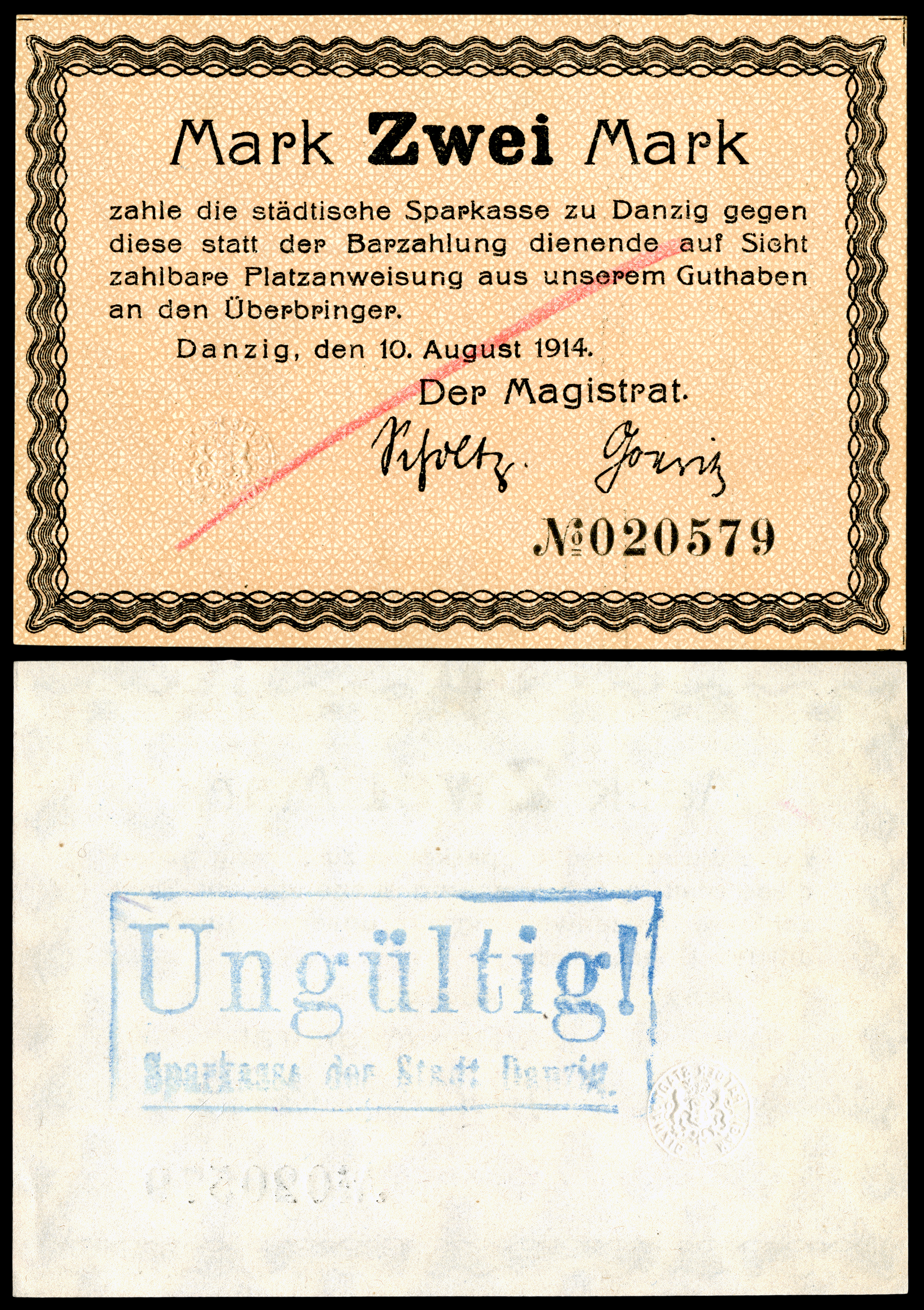
2 марки, 1914 року
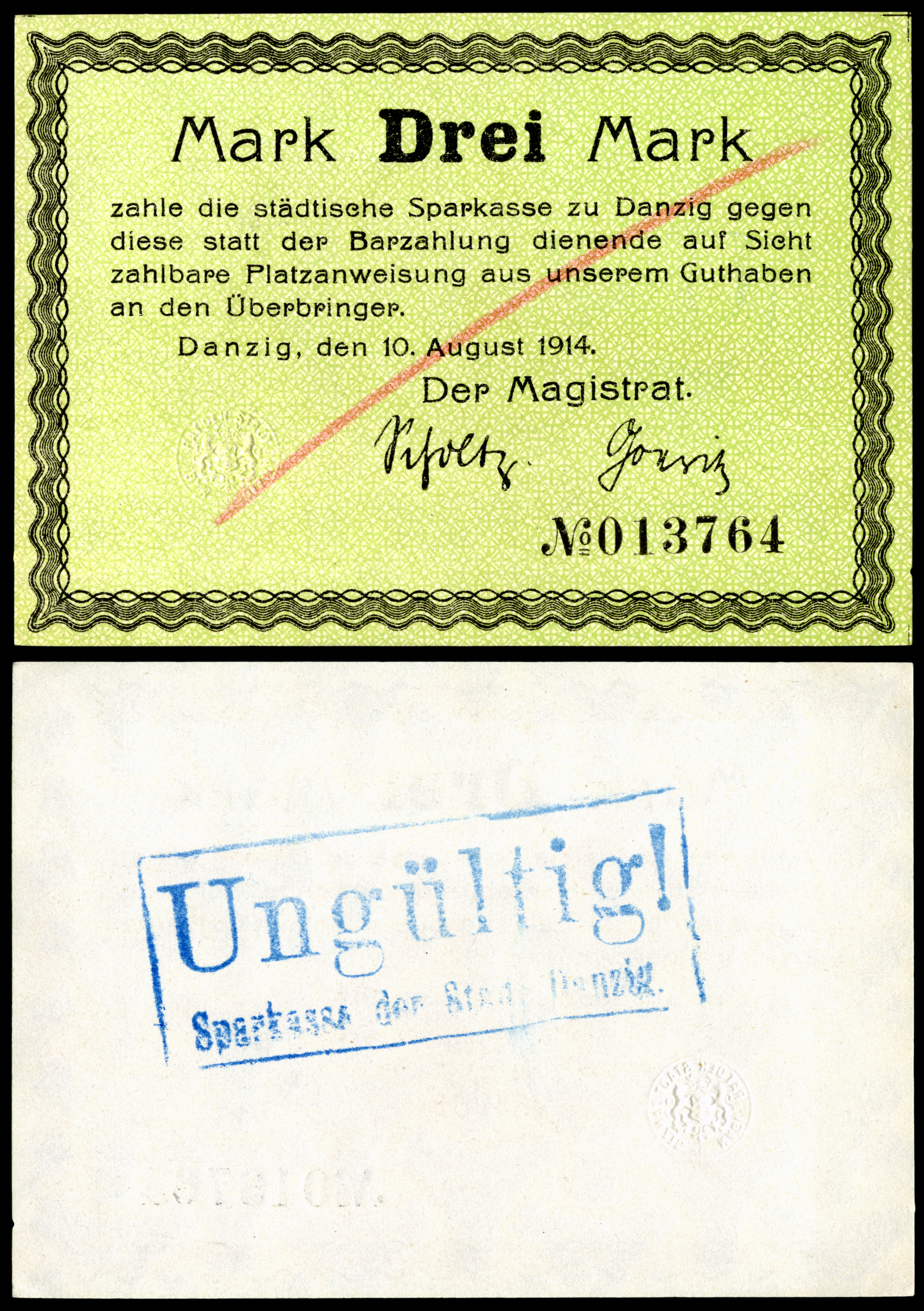
3 марки, 1914 року
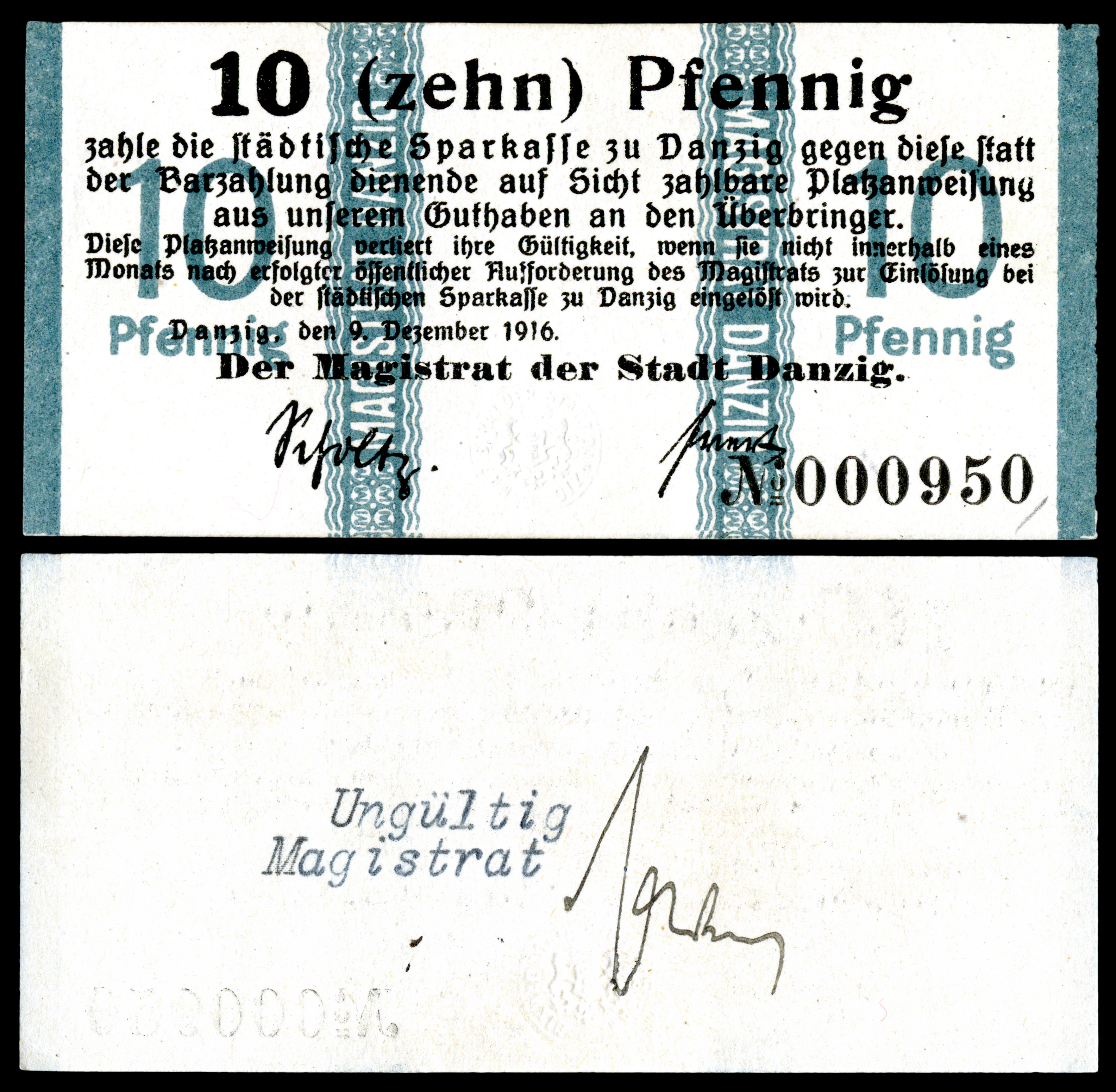
10 пфеннігів, 1916 року
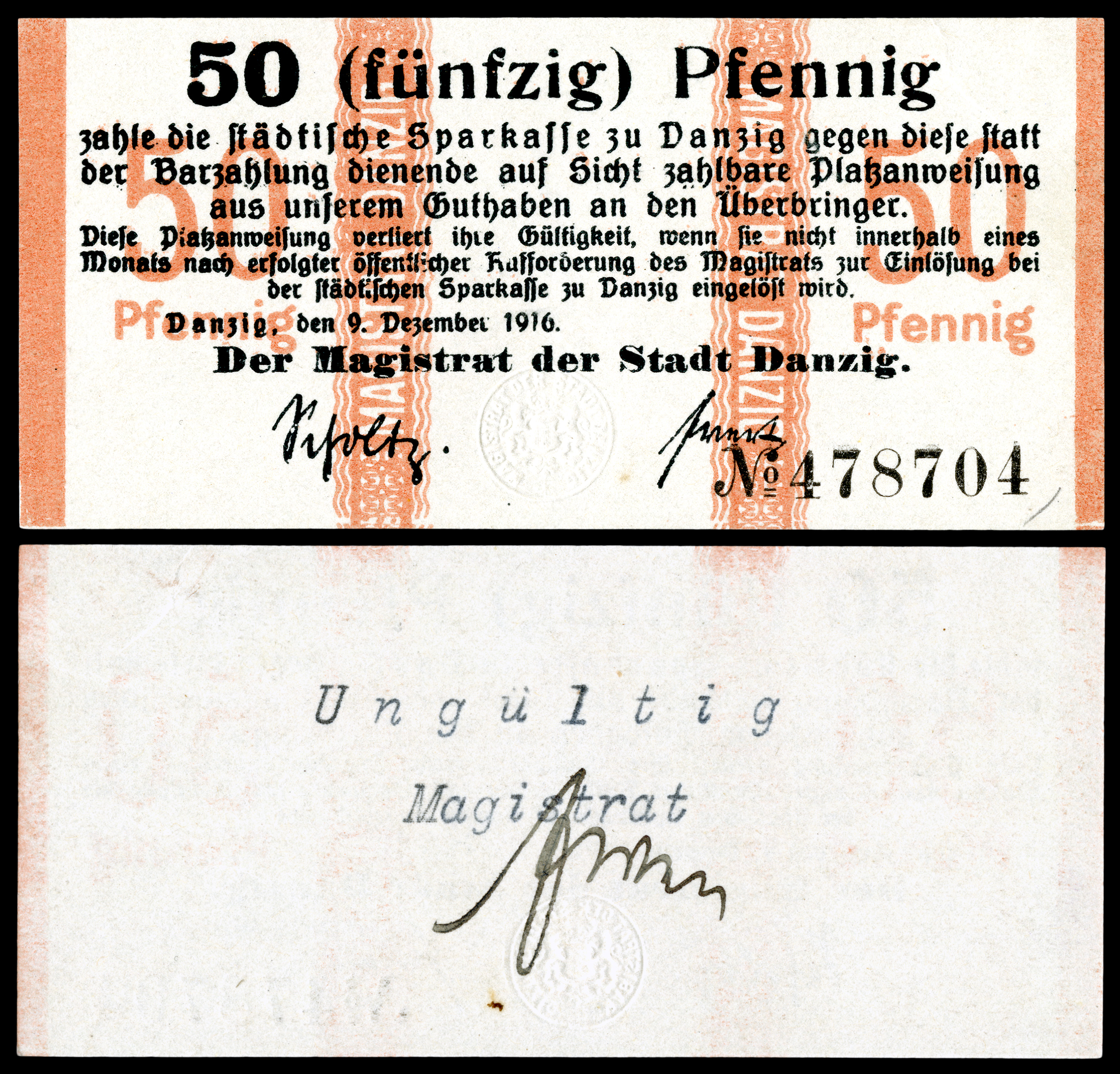
50 пфеннігів, 1916 року
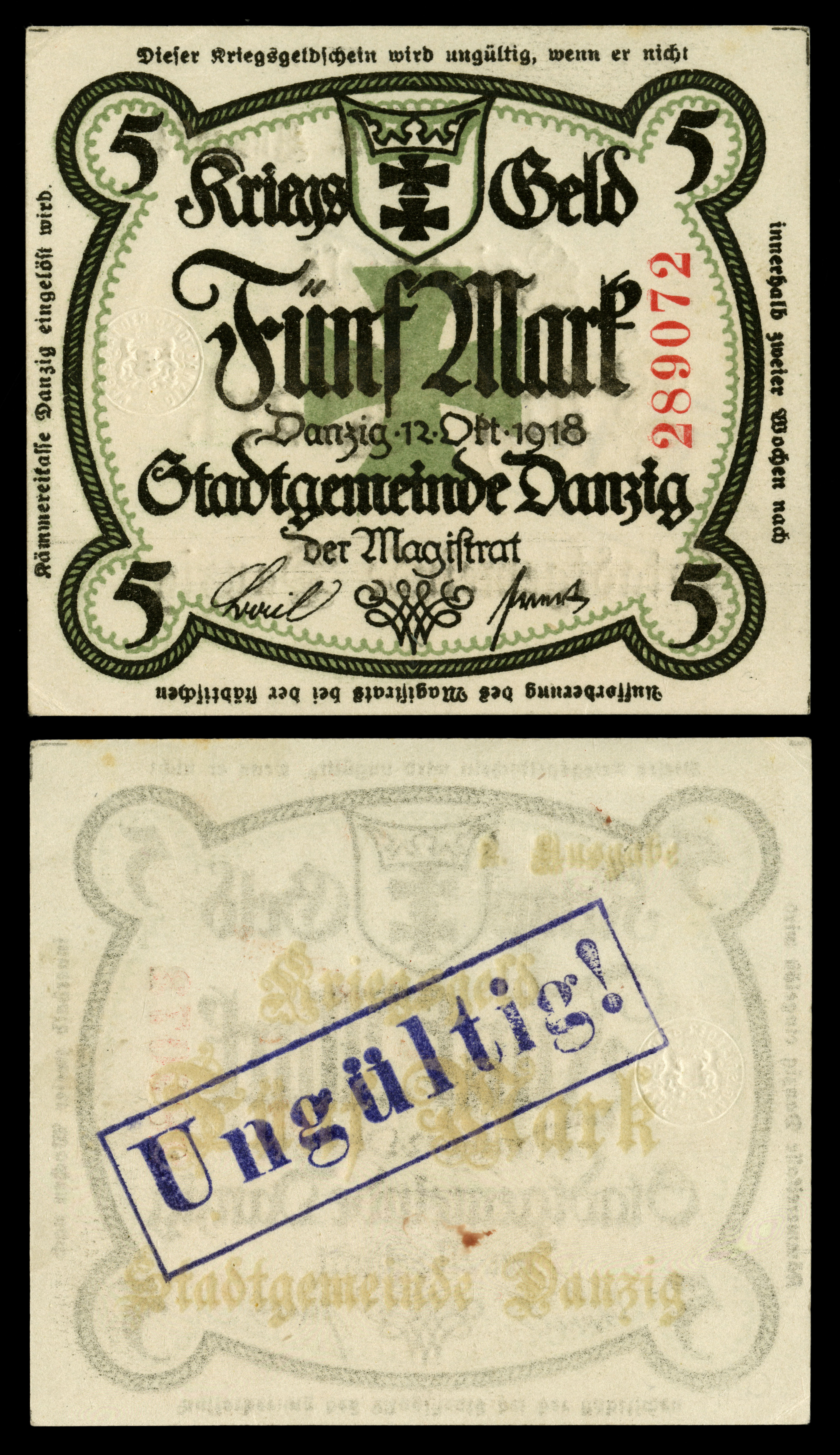
5 марок, 1918 року
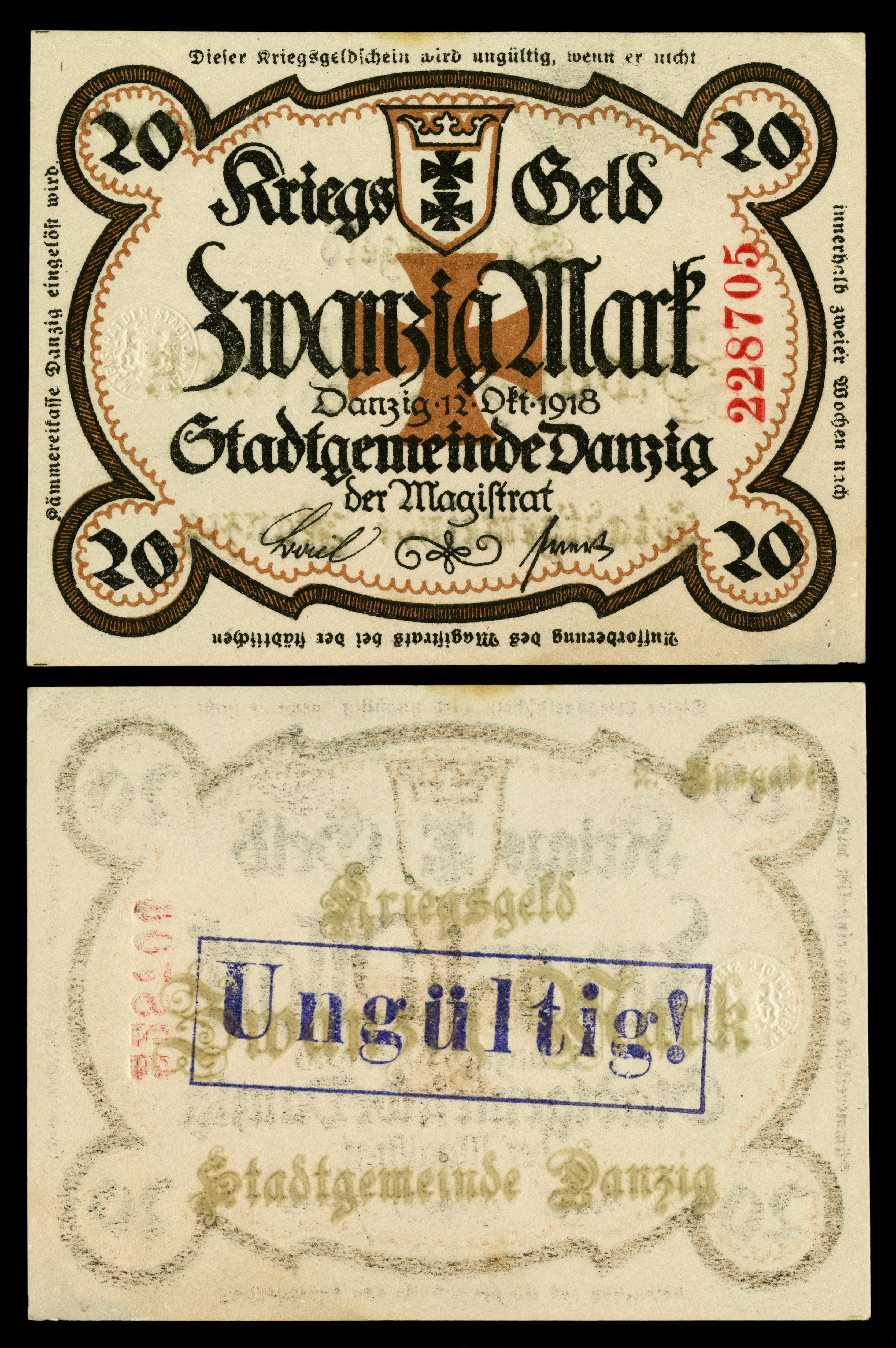
20 марок, 1918 року
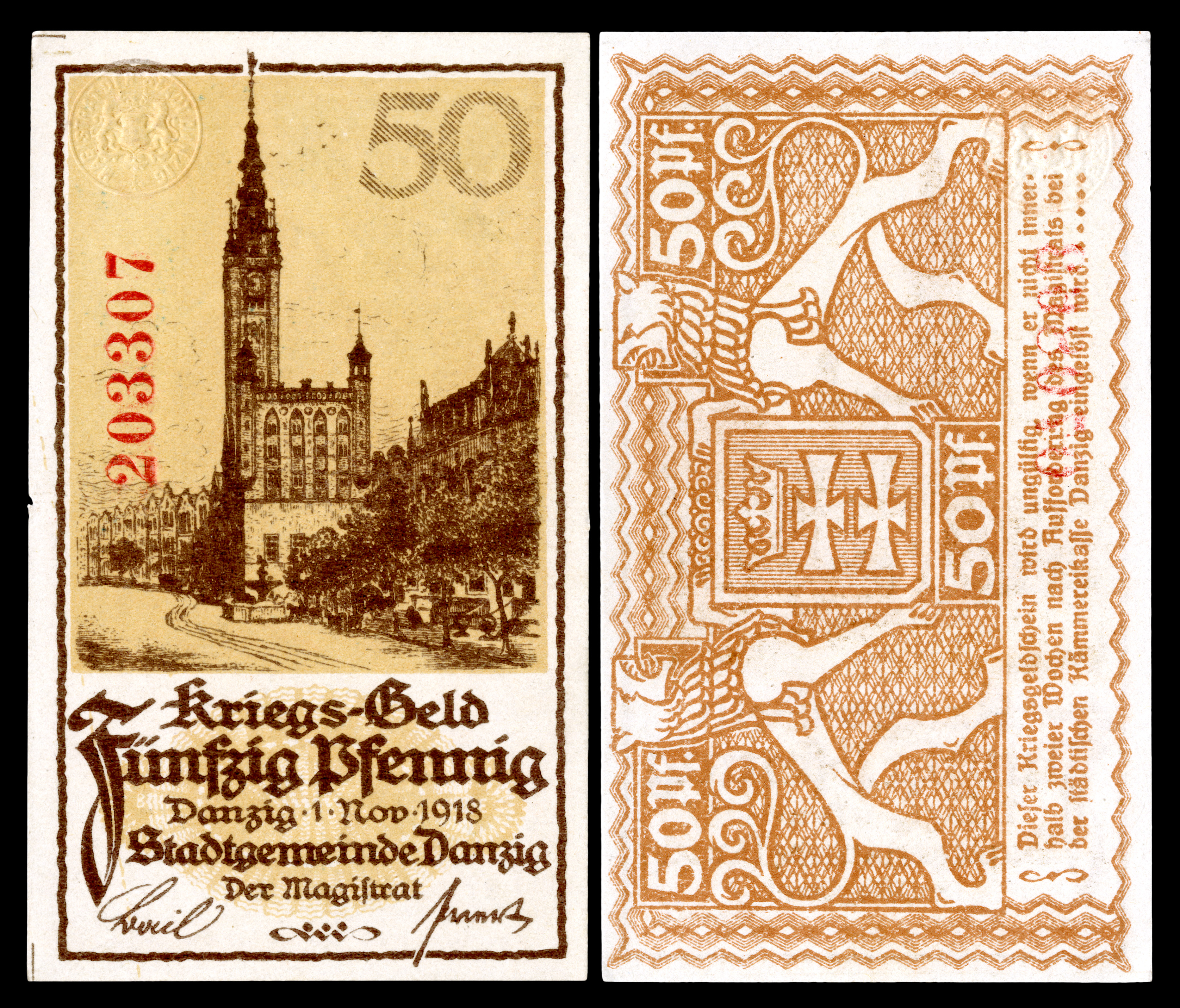
50 пфенніг, 1918 року
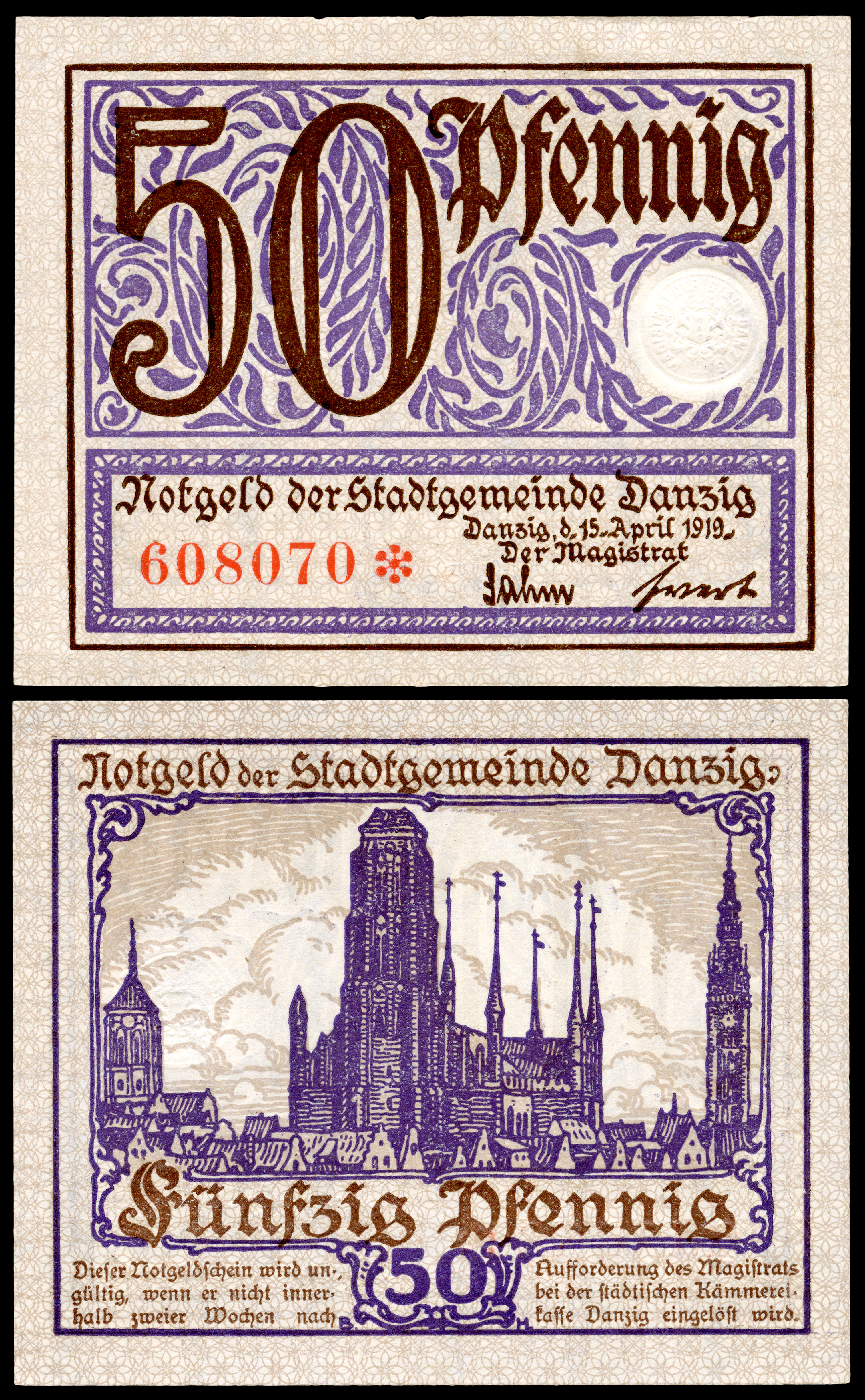
50 пфеннігів, 1919 року
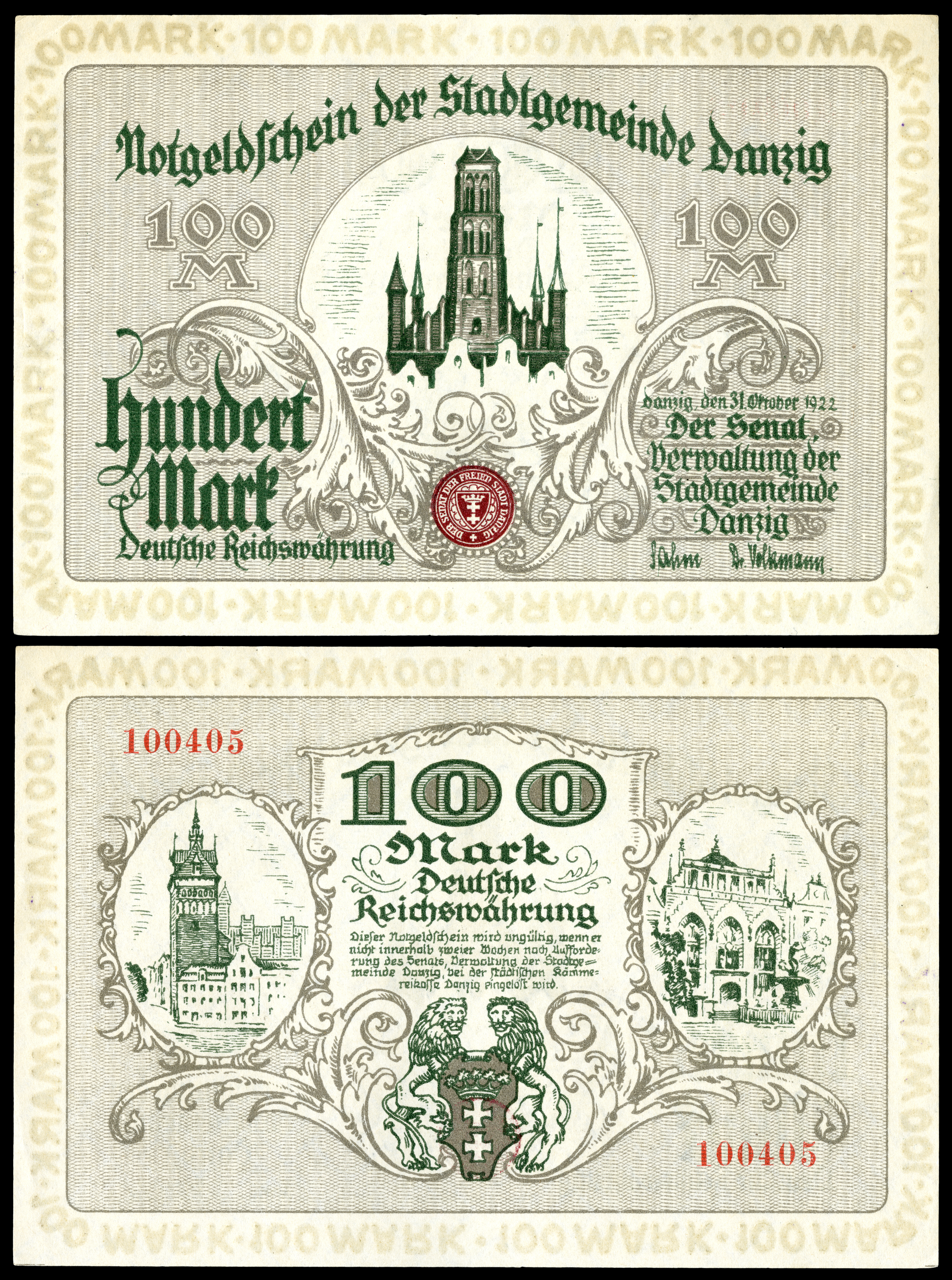
100 марок, 1922 року
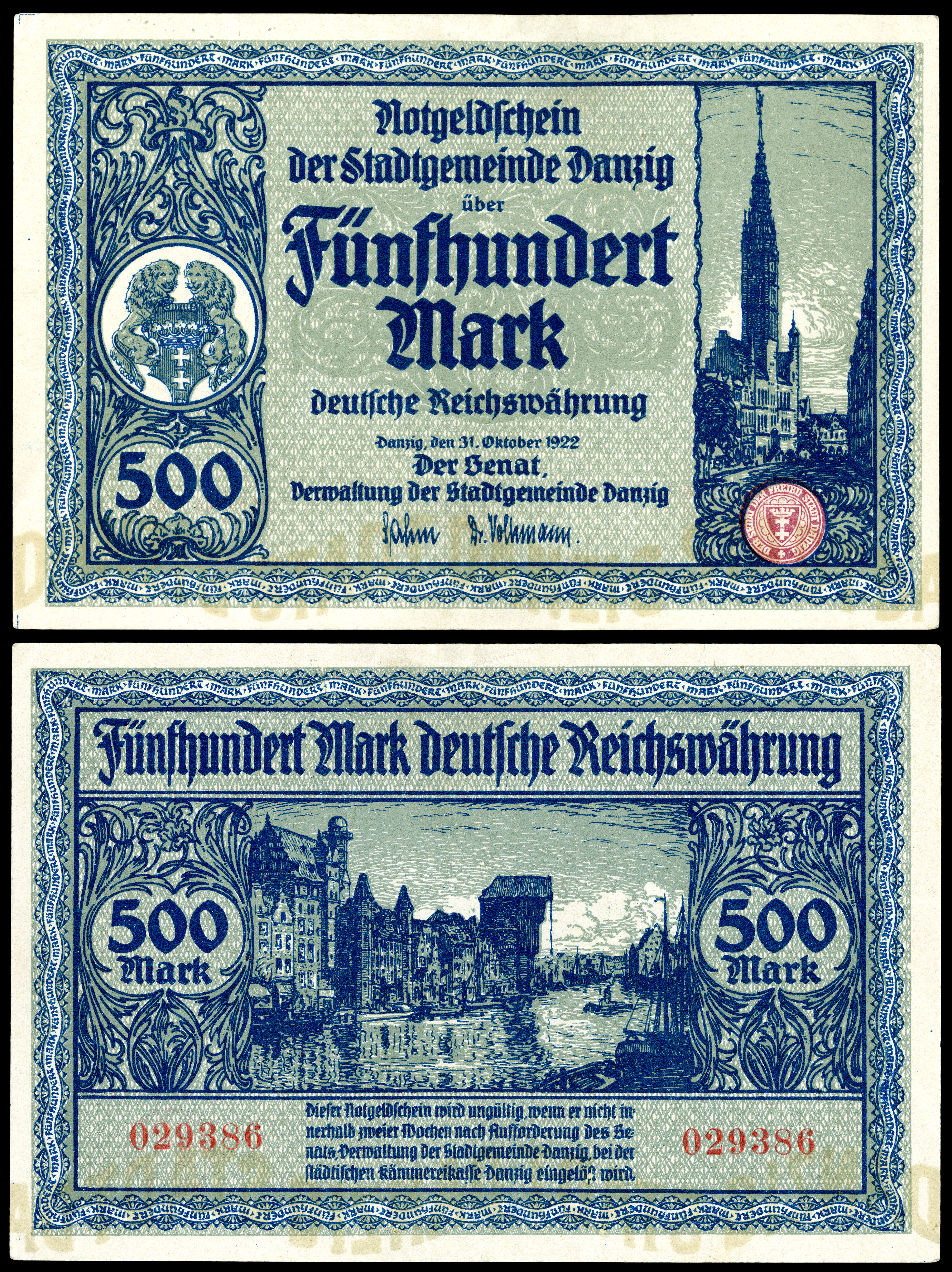
500 марок, 1922 року
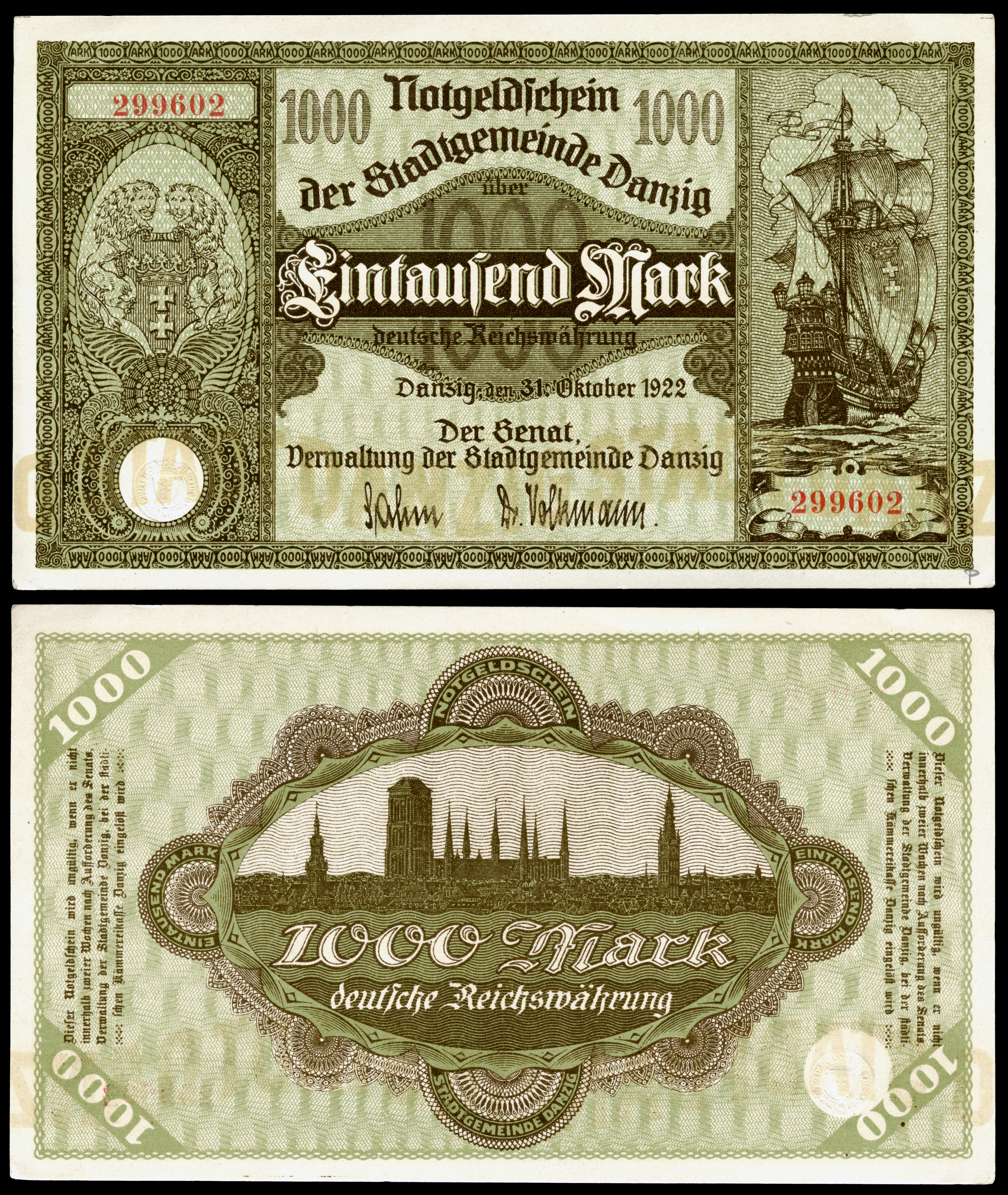
1.000 марок, 1922 року
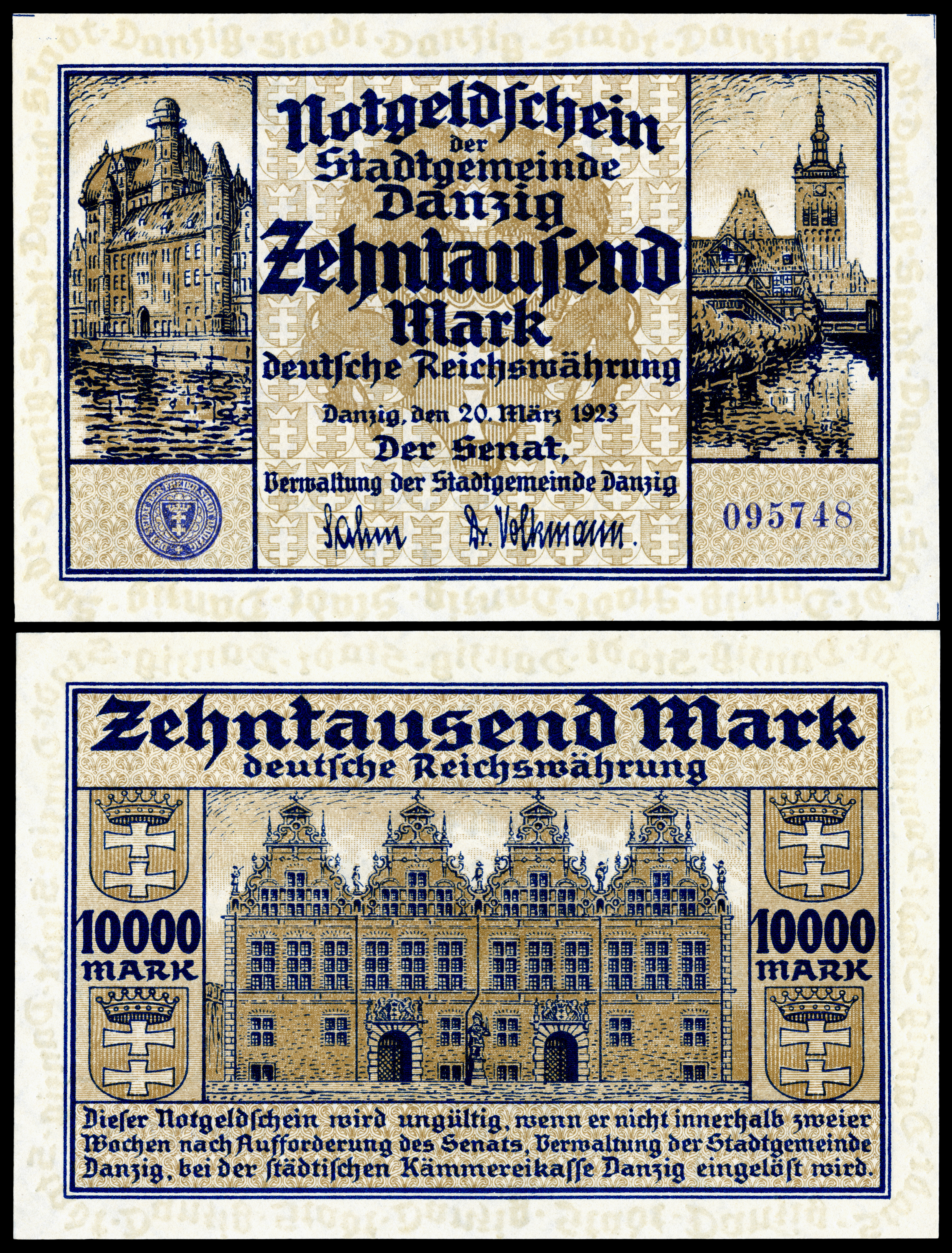
10.000 марок, 1923 року
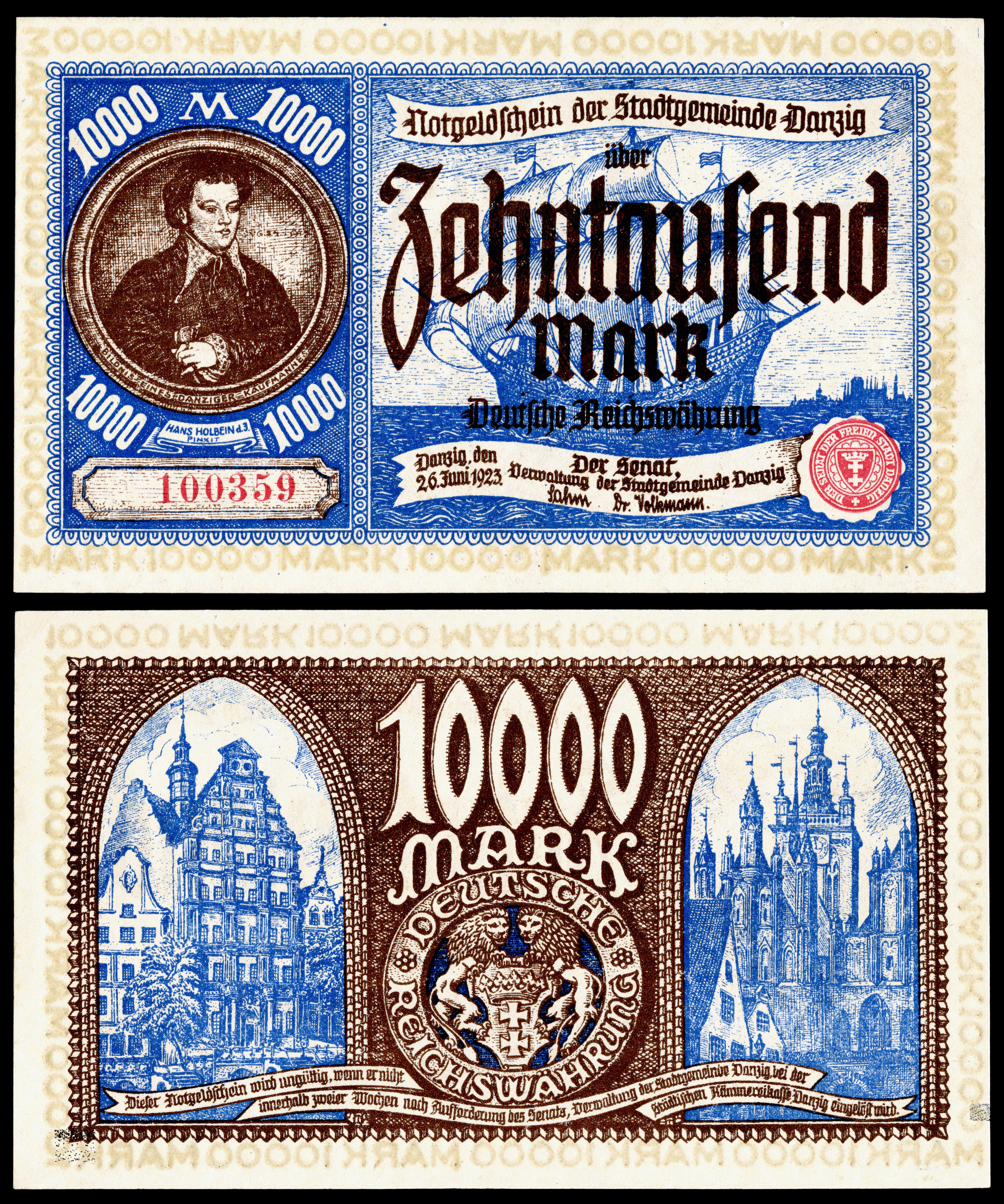
10.000 марок, 1923 року
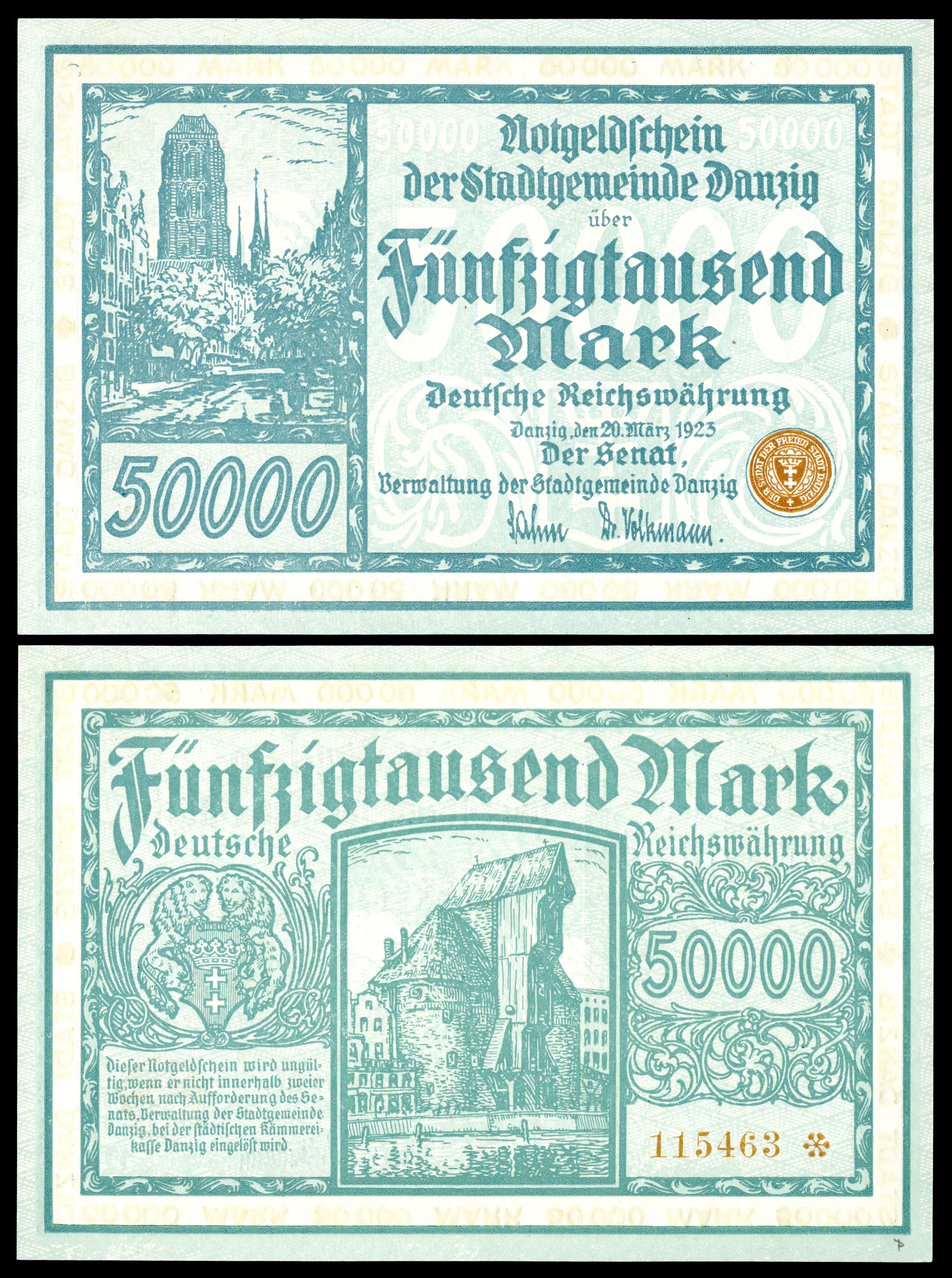
50.000 марок, 1923 року
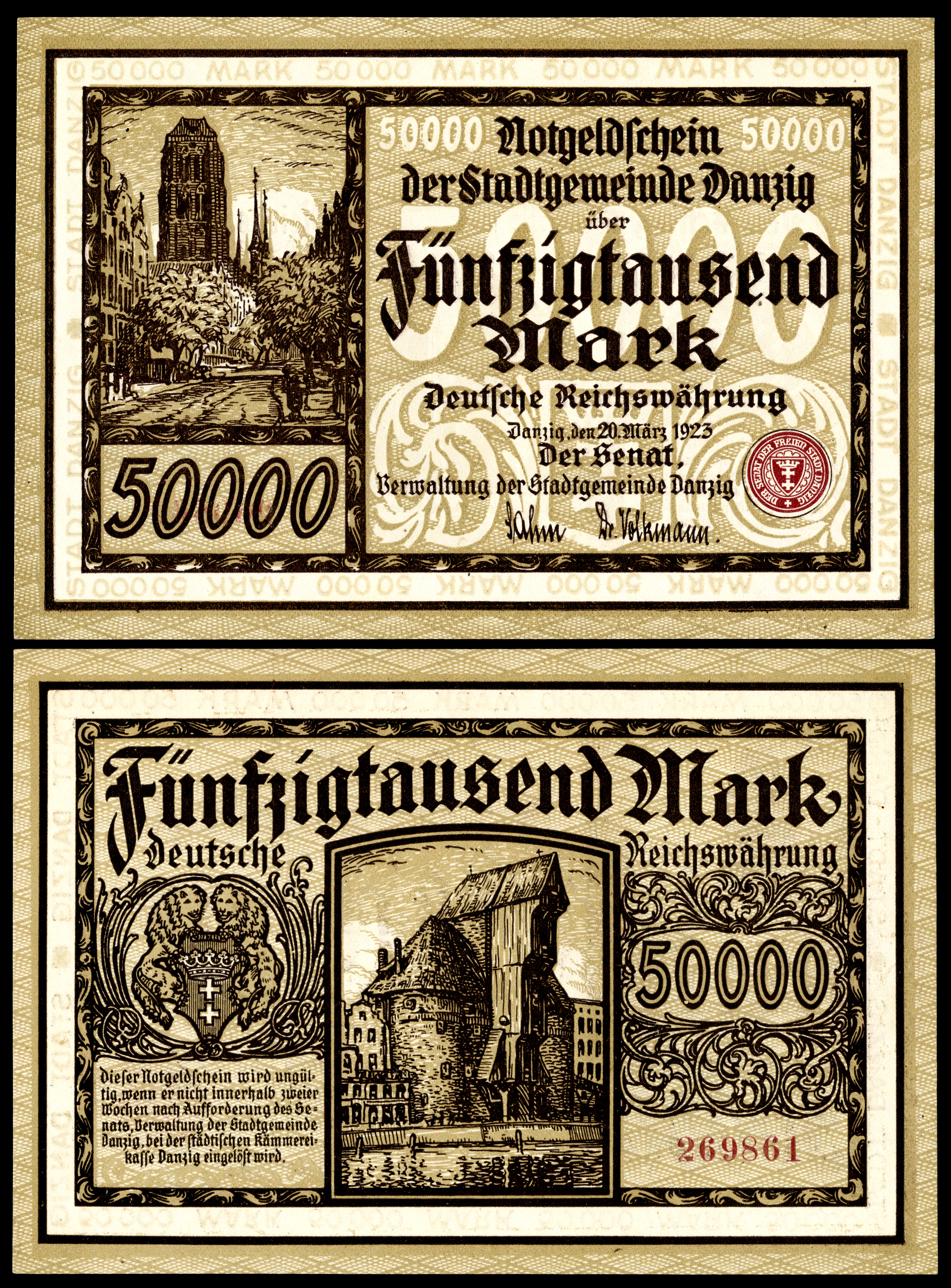
50.000 марок, 1923 року
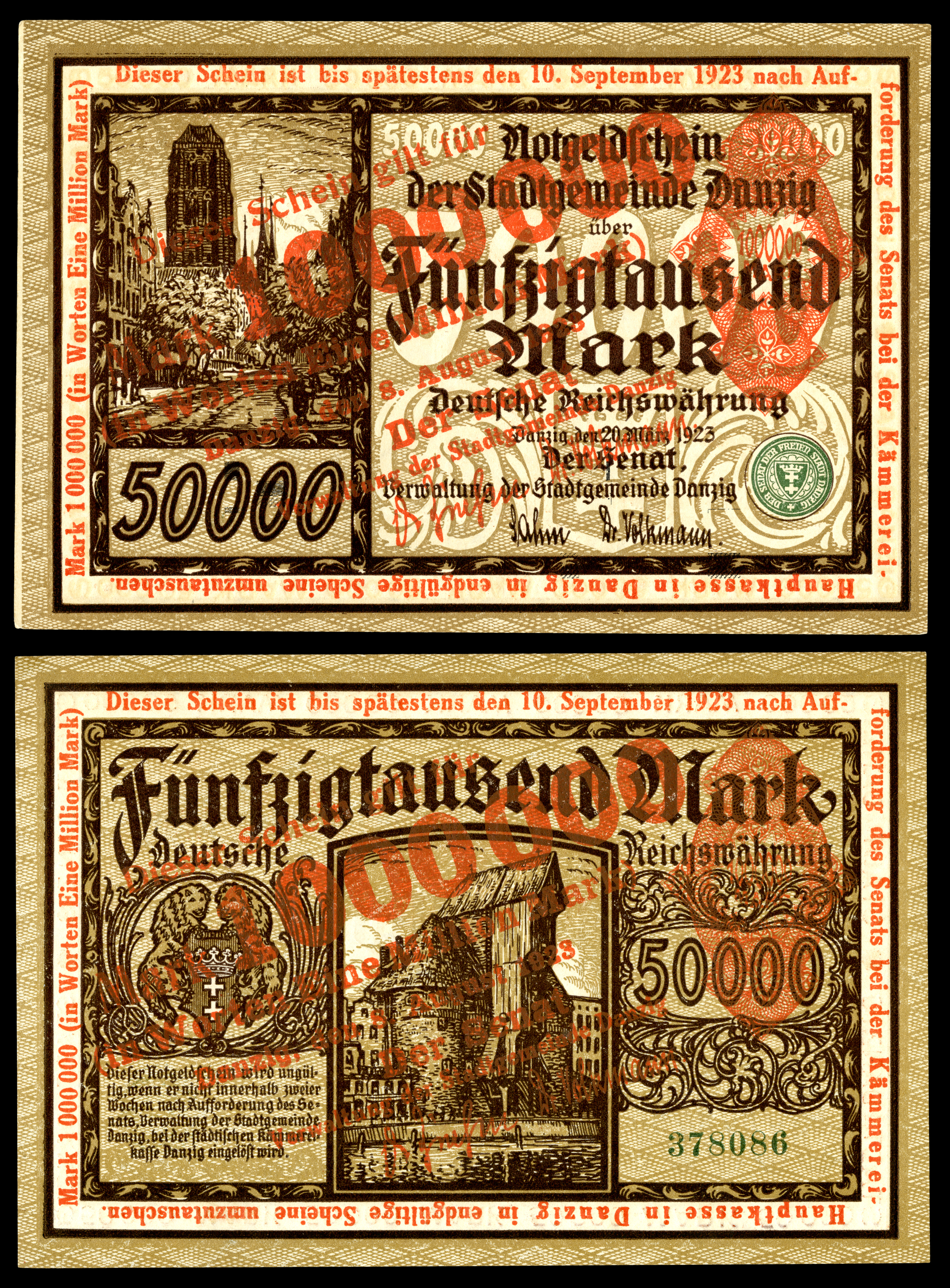
1 мільйон марок, 1923 року
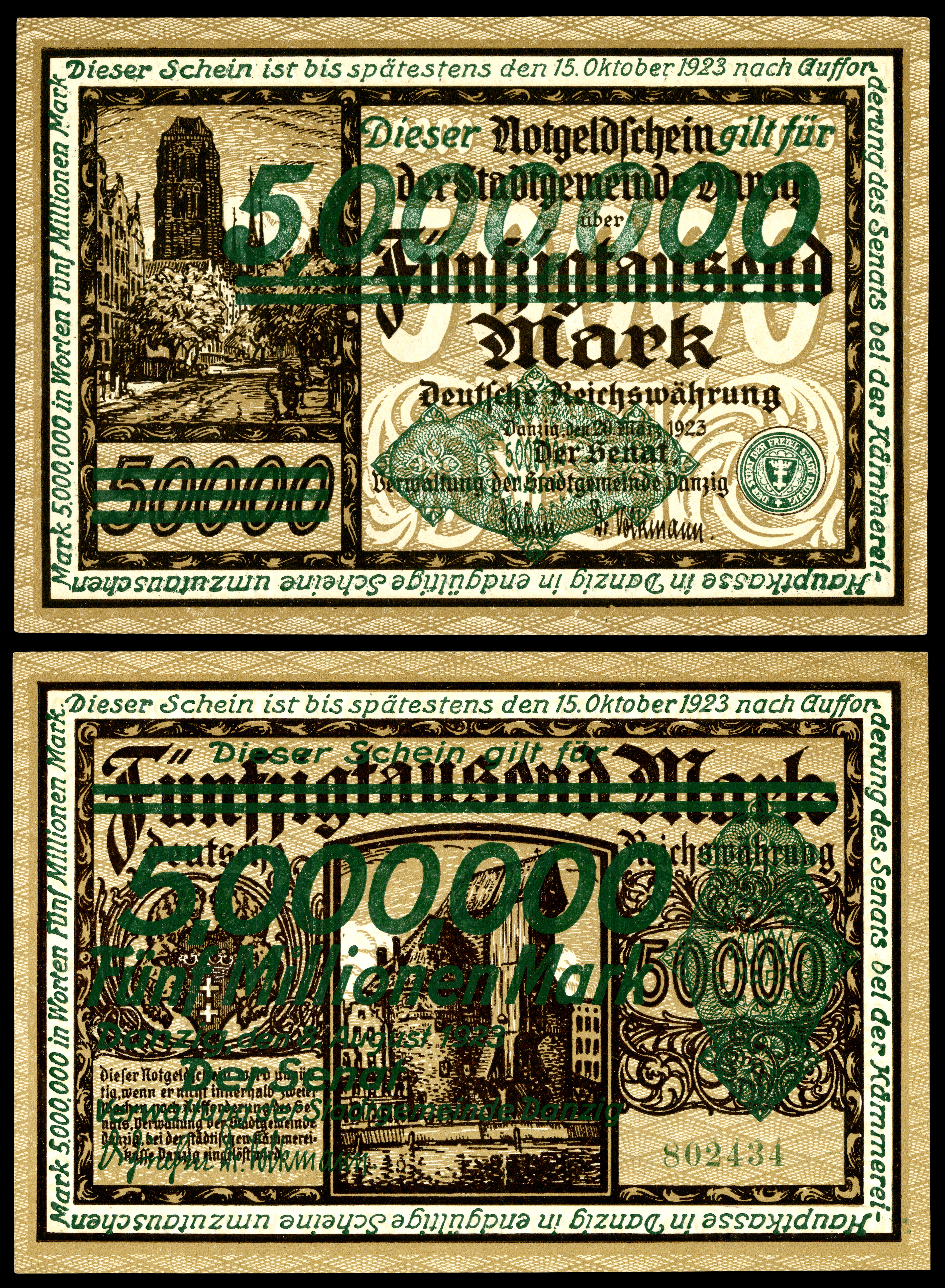
5 мільйонів марок, 1923 року
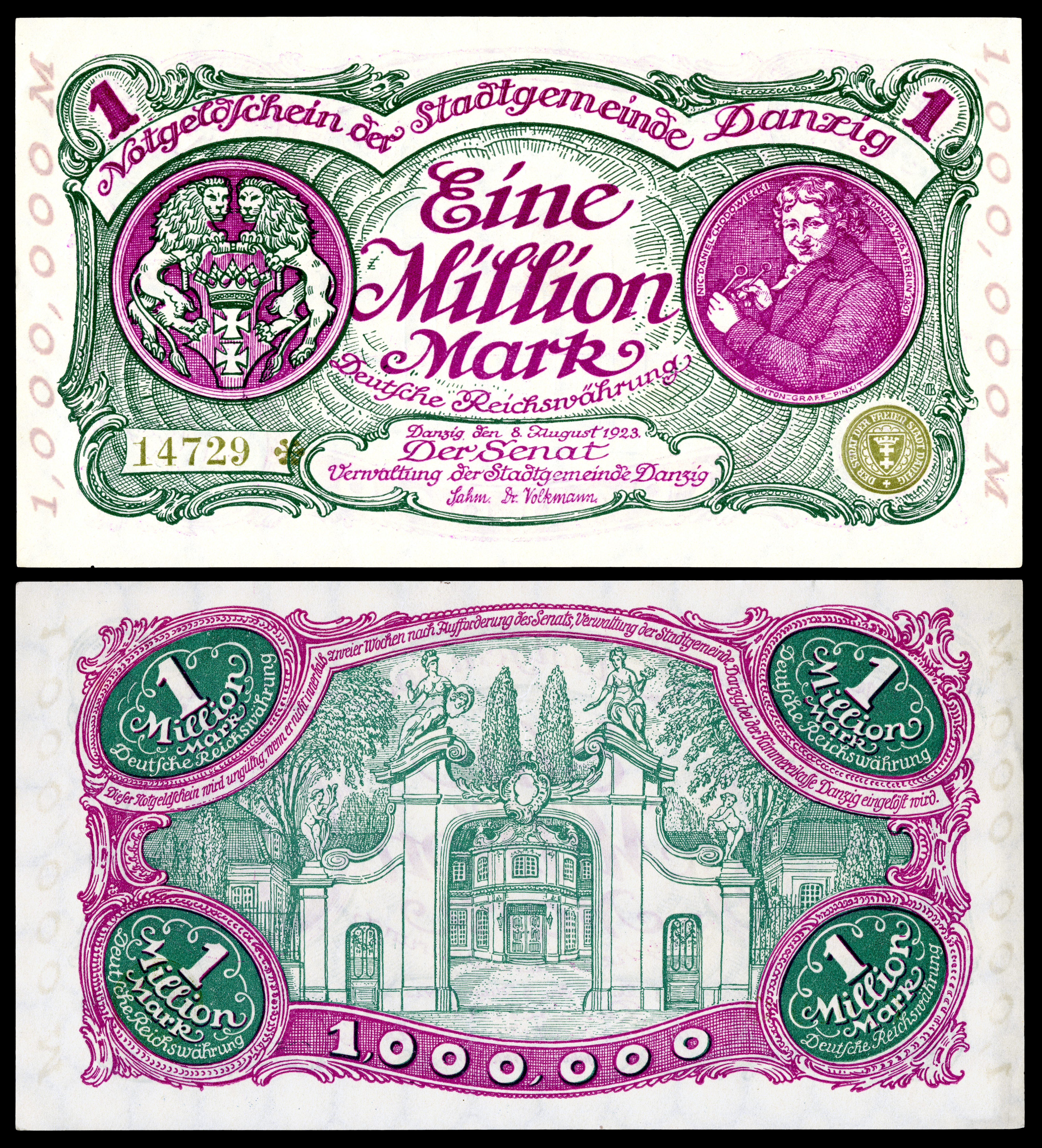
1 мільйон марок, 1923 року
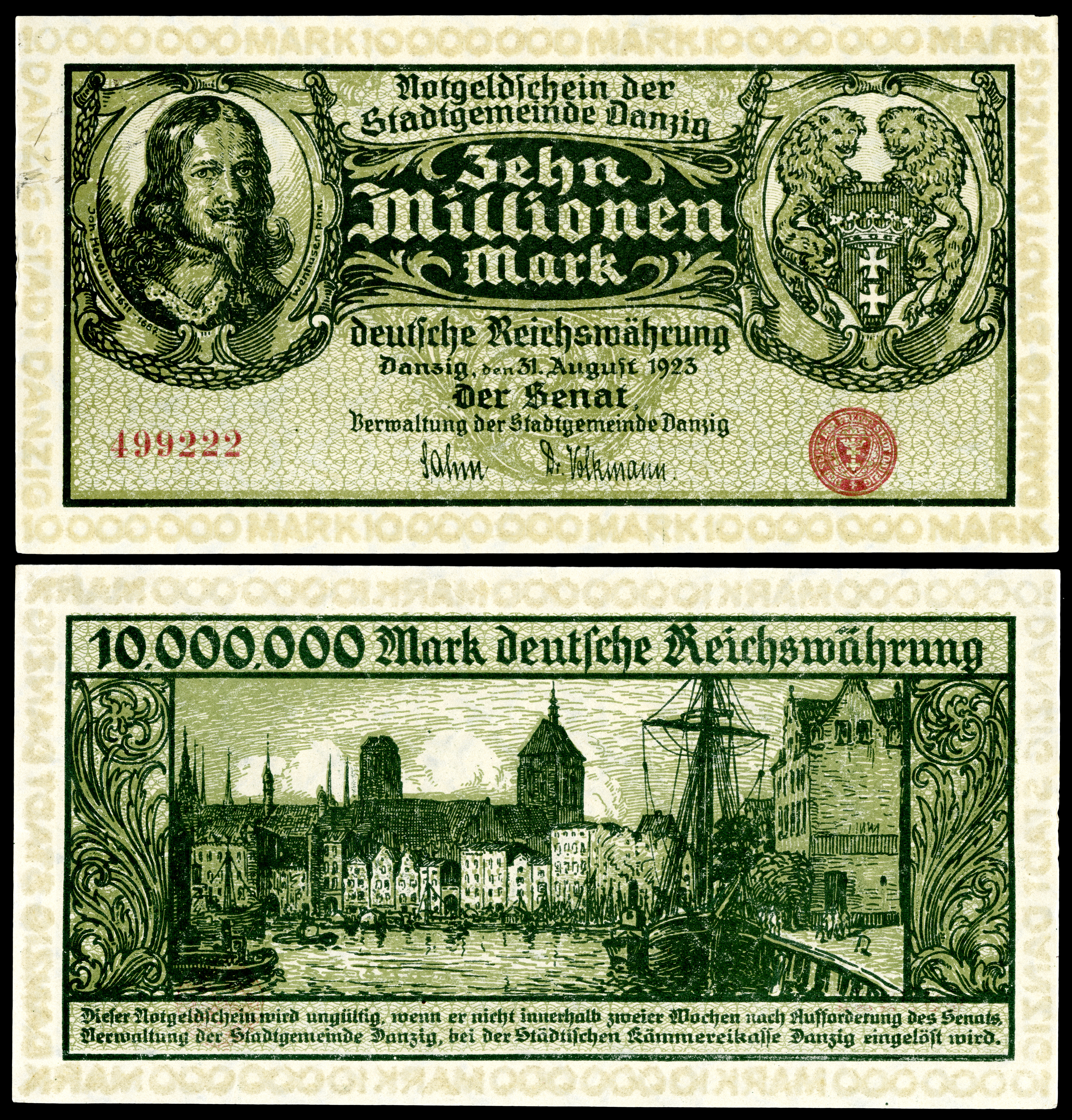
10 мільйонів марок, 1923 року
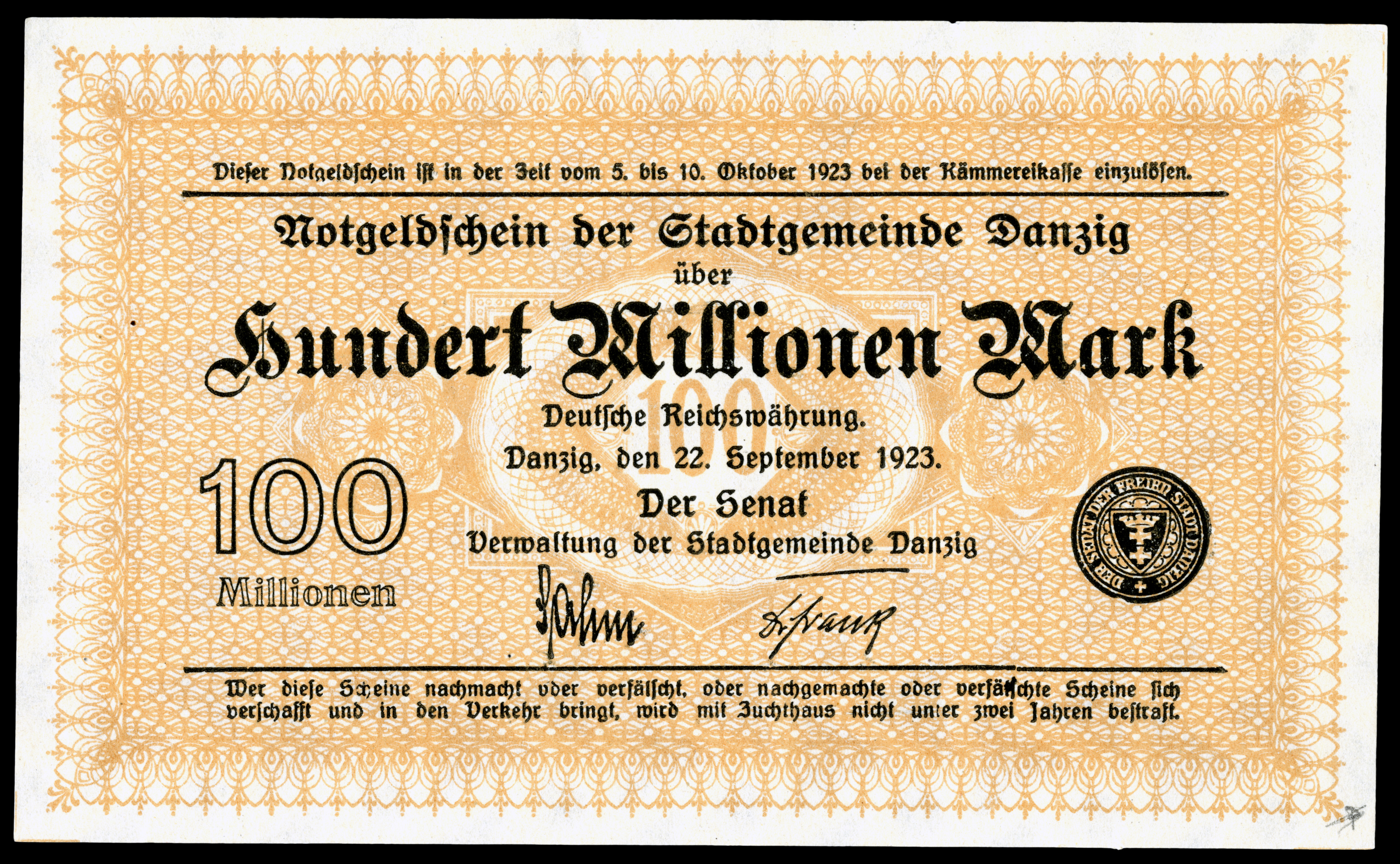
100 мільйонів марок, 1923 року
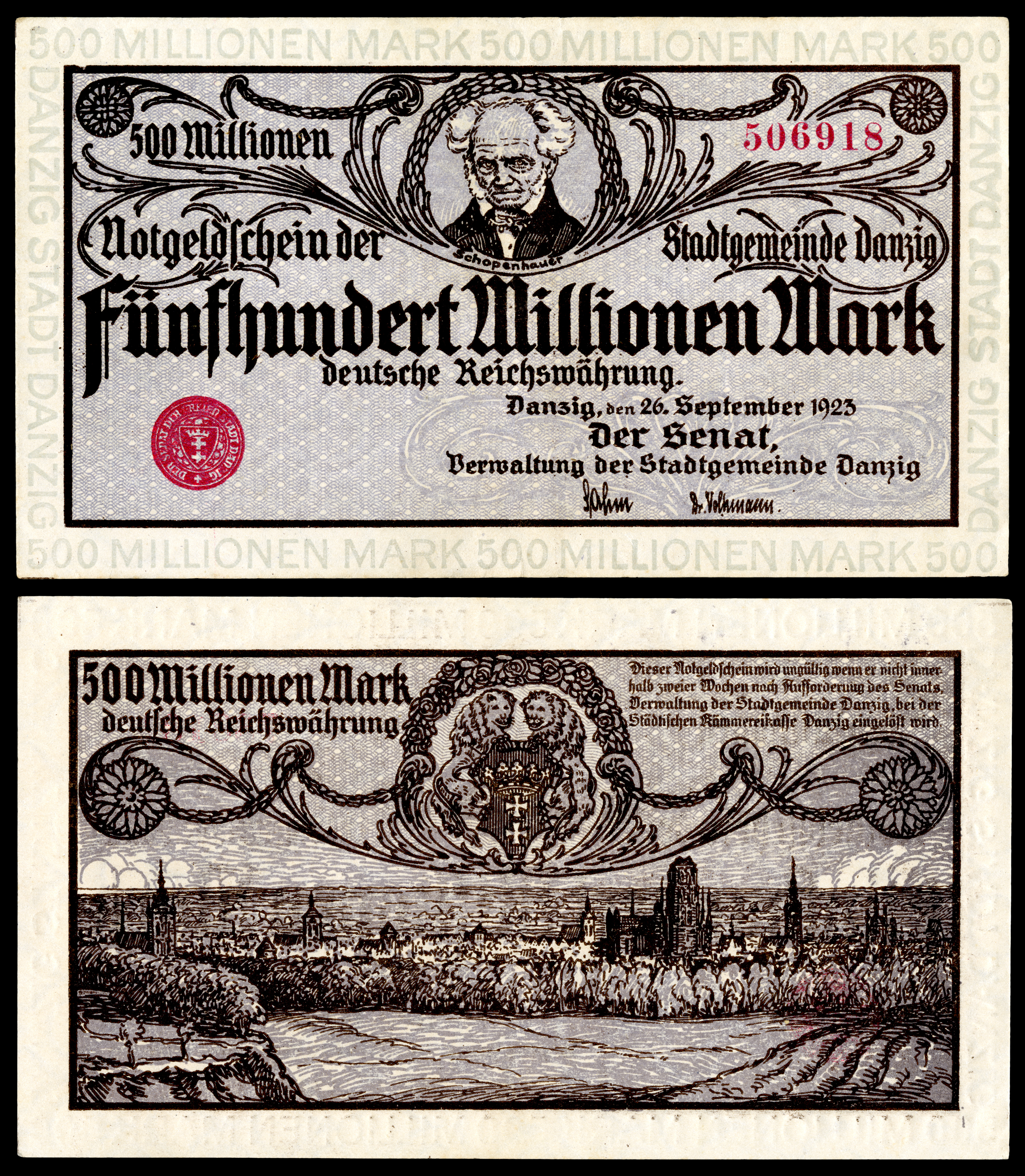
500 мільйонів марок, 1923 року
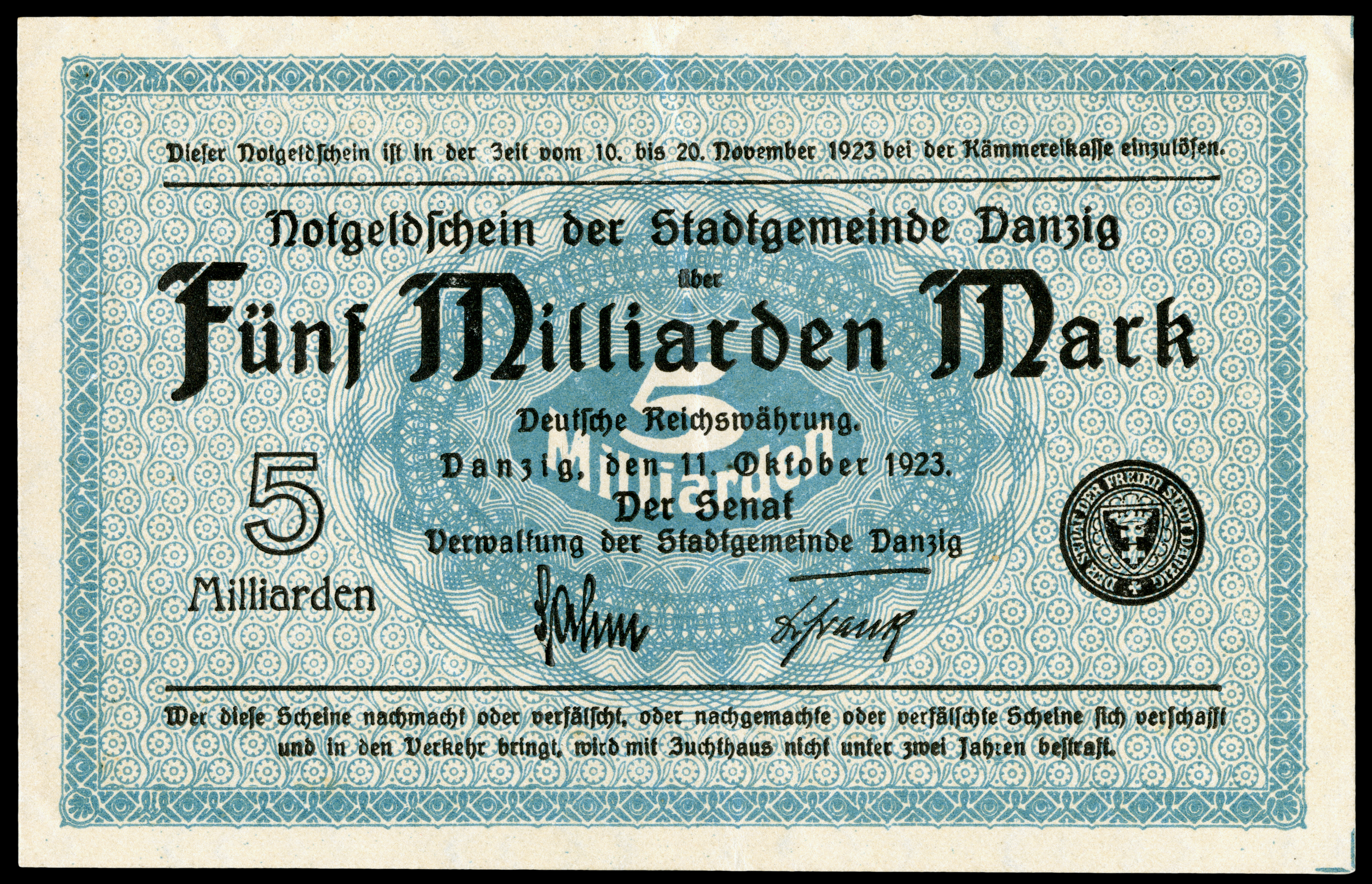
5 мільярдів марок, 1923 року
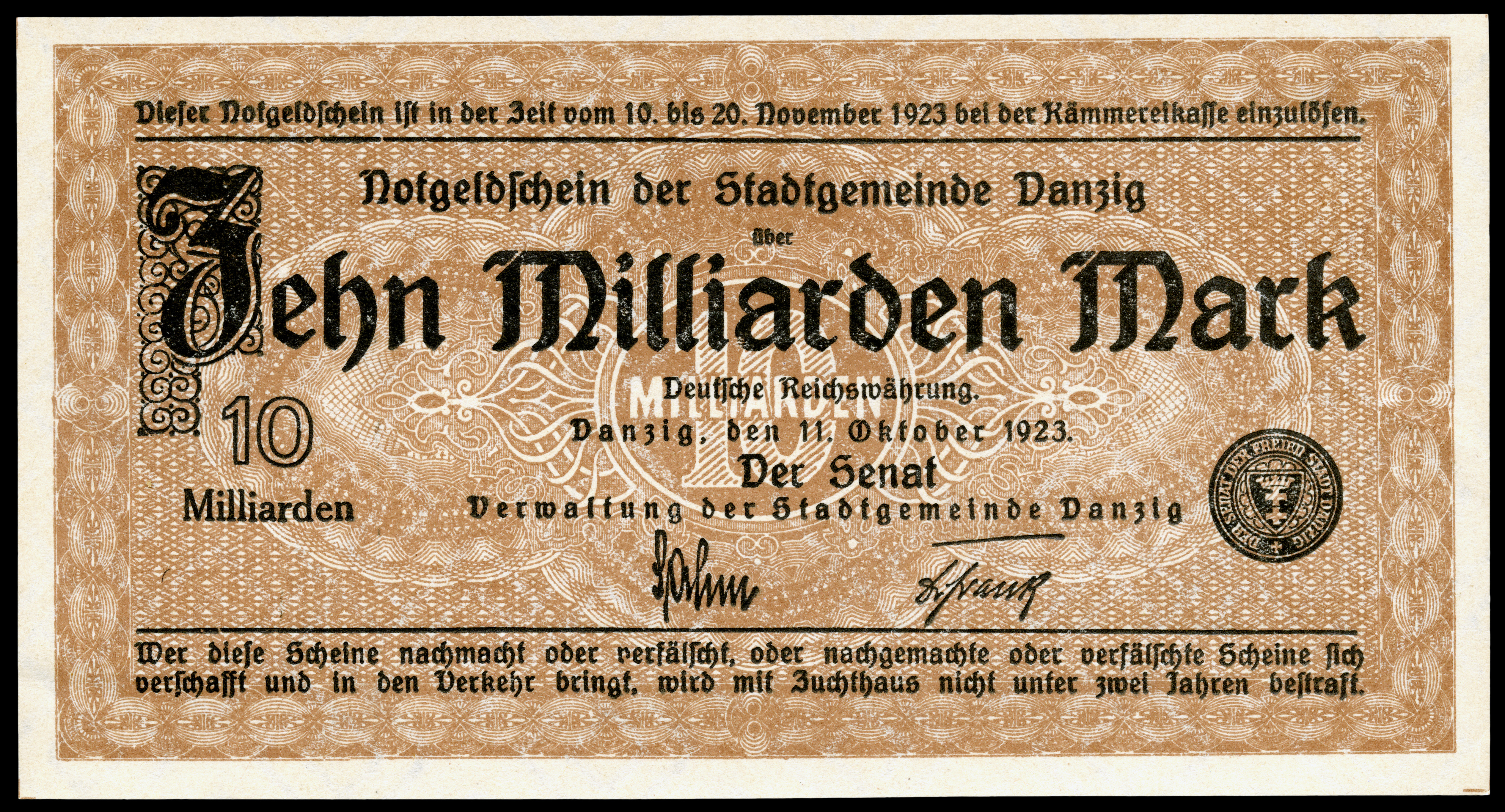
10 мільярдів марок

## Металеві інфляційні пфенніги Данцига
У 1920 році були певні спроби карбування власних монет. Їх виготовляли з цинку. Відомі два різновиди монет номіналом 10 пфенігів. Автором ескізів став професор із Данцига Петерсон. Моделі створював підприємець Георг Беккер. Виготовлялися штемпелі, а також карбувалися монети на підприємстві «Gewehrfabrik Danzig».

10 пфенігів, 1920, цинк. Тираж монети 124.000

10 пфенігів, 1920, цинк. Тираж монети 876.000